# つけまつける
「つけまつける」は、きゃりーぱみゅぱみゅの1枚目のシングル。2012年1月11日にワーナーミュージック・ジャパンから発売された。

## 概要
2011年にミニ・アルバム『もしもし原宿』で本格的な歌手デビューを果たし、配信楽曲を3曲を経て初となるCDシングルである。楽曲のプロデュースは前作に引き続き、中田ヤスタカが手がけた。2011年12月7日から、邦楽アーティスト史上最多の73カ国（日本含む）で先行配信が開始された。収録曲は全て中田ヤスタカによって書かれ、プロデュースされた。初回限定盤（フォトブック仕様）、通常盤の2形態で発売。
2013年2月時点で、音楽配信の累計では60万ダウンロードを記録している。
2016年12月24日に行われた平井堅のアコースティックライブにおいて平井がカバーしている。

## CDアートワーク・クレジット
- STEVE NAKAMURA：アートディレクター、デザイナー
- 小西 神士：ヘア・メイク
- 飯嶋久美子：スタイリスト
- 半沢健：フォトグラファー

## ミュージック・ビデオ
ミュージック・ビデオは、前作「PONPONPON」に引き続き、田向潤が手がけた。2011年12月7日にワーナーミュージック・ジャパンの公式YouTubeアカウントで公開された。ミュージックビデオはYouTubeで4100万回以上再生されている。振付はMAIKO、ヘアメイクは冨沢ノボル、衣装は飯嶋久美子、美術装飾は増田セバスチャンがそれぞれ担当している。
スペースシャワーTVが主催するビデオクリップの祭典「SPACE SHOWER MUSIC VIDEO AWARDS」で、2012年に発表された中で年間最優秀作品にあたる「BEST VIDEO OF THE YEAR」に選ばれた。。

## 批評
『hotexpress』の山本純は、サウンドを一昔前のCAPSULEのそれと比較した。『リッスンジャパン』の森杜男は、新時代のファッション・アイコンであるきゃりーぱみゅぱみゅの捉え所のない「ファンシー感」「キュートでドリーミーなポップ感」「あっけらかんとしたミステリアス感」の集大成といえる作品だと批評。

## 収録曲
- 全作詞・作曲・編曲：中田ヤスタカ

1. つけまつける [4:19]
  - テレビドガッチ「豆しぱみゅぱみゅ」CMソング
  - チバテレビ・ビーイング制作「MUSIC FOCUS」1月度エンディング・テーマ
  - 求人情報サービス「an」CMソング
  - 歌詞は、つけまつげについて言及している。
2. きゃりーANAN [3:18]
  - 求人情報サービス「an」テレビCMソング（本人出演）
3. チェリーボンボン（extended mix） [5:00]

## 発売日一覧
| 地域 | 発売日        | 規格                 |
| ---- | ------------- | -------------------- |
| 世界 | 2011年12月7日 | 携帯端末向けフル配信 |
| 日本 | 2012年1月11日 | CD                   |